# Ohis
Ohis és un municipi francès situat al departament de l'Aisne i a la regió dels Alts de França. L'any 2007 tenia 310 habitants.

## Demografia

### Població
El 2007 la població de fet d'Ohis era de 310 persones. Hi havia 117 famílies de les quals 32 eren unipersonals (12 homes vivint sols i 20 dones vivint soles), 32 parelles sense fills, 45 parelles amb fills i 8 famílies monoparentals amb fills.
La població ha evolucionat segons el següent gràfic:
Habitants censats

### Habitatges
El 2007 hi havia 141 habitatges, 122 eren l'habitatge principal de la família, 11 eren segones residències i 9 estaven desocupats. 136 eren cases i 5 eren apartaments. Dels 122 habitatges principals, 104 estaven ocupats pels seus propietaris, 13 estaven llogats i ocupats pels llogaters i 4 estaven cedits a títol gratuït; 1 tenia una cambra, 3 en tenien dues, 19 en tenien tres, 44 en tenien quatre i 55 en tenien cinc o més. 81 habitatges disposaven pel capbaix d'una plaça de pàrquing. A 59 habitatges hi havia un automòbil i a 52 n'hi havia dos o més.

### Piràmide de població
La piràmide de població per edats i sexe el 2009 era:
| Homes | Edats   | Dones |
| ----- | ------- | ----- |
| 0     | 95 o +  | 0     |
| 0     | 90 a 94 | 0     |
| 0     | 85 a 89 | 4     |
| 0     | 80 a 84 | 0     |
| 8     | 75 a 79 | 4     |
| 12    | 70 a 74 | 12    |
| 4     | 65 a 69 | 8     |
| 8     | 60 a 64 | 12    |
| 4     | 55 a 59 | 4     |
| 16    | 50 a 54 | 4     |
| 12    | 45 a 49 | 8     |
| 12    | 40 a 44 | 12    |
| 16    | 35 a 39 | 16    |
| 16    | 30 a 34 | 4     |
| 4     | 25 a 29 | 16    |
| 12    | 20 a 24 | 0     |
| 16    | 15 a 19 | 0     |
| 8     | 10 a 14 | 16    |
| 12    | 5 a 9   | 16    |
| 0     | 0 a 4   | 20    |

## Economia
El 2007 la població en edat de treballar era de 200 persones, 134 eren actives i 66 eren inactives. De les 134 persones actives 117 estaven ocupades (65 homes i 52 dones) i 17 estaven aturades (10 homes i 7 dones). De les 66 persones inactives 26 estaven jubilades, 14 estaven estudiant i 26 estaven classificades com a «altres inactius».

### Ingressos
El 2009 a Ohis hi havia 120 unitats fiscals que integraven 301 persones, la mediana anual d'ingressos fiscals per persona era de 13.926 €.

### Activitats econòmiques
Dels 4 establiments que hi havia el 2007, 2 eren d'empreses de construcció, 1 d'una empresa de comerç i reparació d'automòbils i 1 d'una empresa d'hostatgeria i restauració.
Dels 3 establiments de servei als particulars que hi havia el 2009, 1 era una lampisteria, 1 electricista i 1 restaurant.
L'únic establiment comercial que hi havia el 2009 era una botiga de menys de 120 m².
L'any 2000 a Ohis hi havia 12 explotacions agrícoles que ocupaven un total de 520 hectàrees.

## Equipaments sanitaris i escolars
El 2009 hi havia una escola elemental.

## Poblacions més properes
El següent diagrama mostra les poblacions més properes.